# Crofton (Kentucky)
Crofton és una població dels Estats Units a l'estat de Kentucky. Segons el cens del 2000 tenia 838 habitants.

## Demografia
Segons el cens del 2000, Crofton tenia 838 habitants, 353 habitatges, i 234 famílies. La densitat de població era de 505,6 habitants/km².
Dels 353 habitatges en un 30,9% hi vivien nens de menys de 18 anys, en un 44,2% hi vivien parelles casades, en un 17% dones solteres, i en un 33,7% no eren unitats familiars. En el 31,2% dels habitatges hi vivien persones soles el 14,7% de les quals corresponia a persones de 65 anys o més que vivien soles. El nombre mitjà de persones vivint en cada habitatge era de 2,37 i el nombre mitjà de persones que vivien en cada família era de 2,96.
Per edats la població es repartia de la següent manera: un 25,5% tenia menys de 18 anys, un 7% entre 18 i 24, un 29,5% entre 25 i 44, un 21% de 45 a 60 i un 16,9% 65 anys o més.
L'edat mediana era de 37 anys. Per cada 100 dones de 18 o més anys hi havia 77,3 homes.
La renda mediana per habitatge era de 25.625 $ i la renda mediana per família de 28.542 $. Els homes tenien una renda mediana de 31.442 $ mentre que les dones 17.109 $. La renda per capita de la població era de 14.021 $. Entorn del 26% de les famílies i el 25,6% de la població estaven per davall del llindar de pobresa.

## Poblacions més properes
El següent diagrama mostra les poblacions més properes.